# Zhutiantou (köpinghuvudort i Kina, Zhejiang Sheng, lat 29,78, long 120,58)
Zhutiantou (kinesiska: 竹田头, 稽东镇) är en köpinghuvudort i Kina. Den ligger i provinsen Zhejiang, i den östra delen av landet, omkring 66 kilometer sydost om provinshuvudstaden Hangzhou. Antalet invånare är 19 923. Befolkningen består av 10 441 kvinnor och 9 482 män. Barn under 15 år utgör 14,0 %, vuxna 15-64 år 66 %, och äldre över 65 år 18,0 %.
Runt Zhutiantou är det tätbefolkat, med 343 invånare per kvadratkilometer. Närmaste större samhälle är Fengqiao, 15,8 km väster om Zhutiantou. I omgivningarna runt Zhutiantou växer i huvudsak blandskog.
Genomsnittlig årsnederbörd är 2 022 millimeter. Den regnigaste månaden är juni, med i genomsnitt 356 mm nederbörd, och den torraste är januari, med 72 mm nederbörd.